# Attica

Vùng Attica tại Hy Lạp

Attica (tiếng Hy Lạp: Αττική , tiếng Hy Lạp cổ : Attikḗ hay Attikī́, /atːikɛ̌ː/ hay /atiˈci/) là một vùng Lịch sử của Hy Lạp, bao gồm cả thủ đô Athens. Vùng Lịch sử này tập trung tại bán đảo Attica nhô ra biển Aegea. Vùng Attica hiện tại của Hy Lạp có phạm vi rộng lớn hơn vùng Lịch sử, bao gồm một số hòn đảo và một phần của Peloponnesos. Lịch sử Attika liên kết chặt chẽ với Athens, đây là một trong những thành phố quan trọng nhất của thế giới trung cổ.

## Địa lý
Athens là một bán đảo hình tam giác nhô ra biển Aegea. Về mặt tự nhiên, vùng được phân định với Boeotia ở phía bắc bằng dãy núi Kithairon dài 10 mi (16 km). Ở phía tây, Attica giáp với biển và kênh Corinth. Vịnh Saronic nằm ở phía nam và đảo Euboea nằm ở gần vùng ven biển phía bắc và đông. Các dãy núi chia tách bản đảo với các đông bằng Pedias, Mesogaia, và Thriasion. Các dãy núi gồm có Hymettus, phần phía đông của Geraneia, Parnitha, Aigaleo và dãy núi Penteli. Đồng bằng Mesogaía, nay gọi là Mesógeia, nằm ở phía đông núi Hymettus và phía bắc là vùng chân đồi của núi Penteli, ở phía đông là vịnh Euboea và núi Myrrhinous (nay là Merenta), và phia nam là núi Laurium (nay là Lavrio). Hồ chứa nước của thủ đô Athens, hồ Marathon, được tạo thành do việc ngăn đập vào năm 1920. Các rừng thông và linh sam bao phủ khu vực quanh Parnitha. Hymettus, Penteli, Myrrhinous và Laurium có các rừng thông.
Cephisus là sông dài nhất và Parnetha hay Parnitha là núi cao nhất tại Attica. Ngoài ra cũng có các vùng công viên tại Hymettus, Penteli và dãy núi Parnitha và phần phía nam của bán đảo.

## Lịch sử

### Lịch sử cổ đại

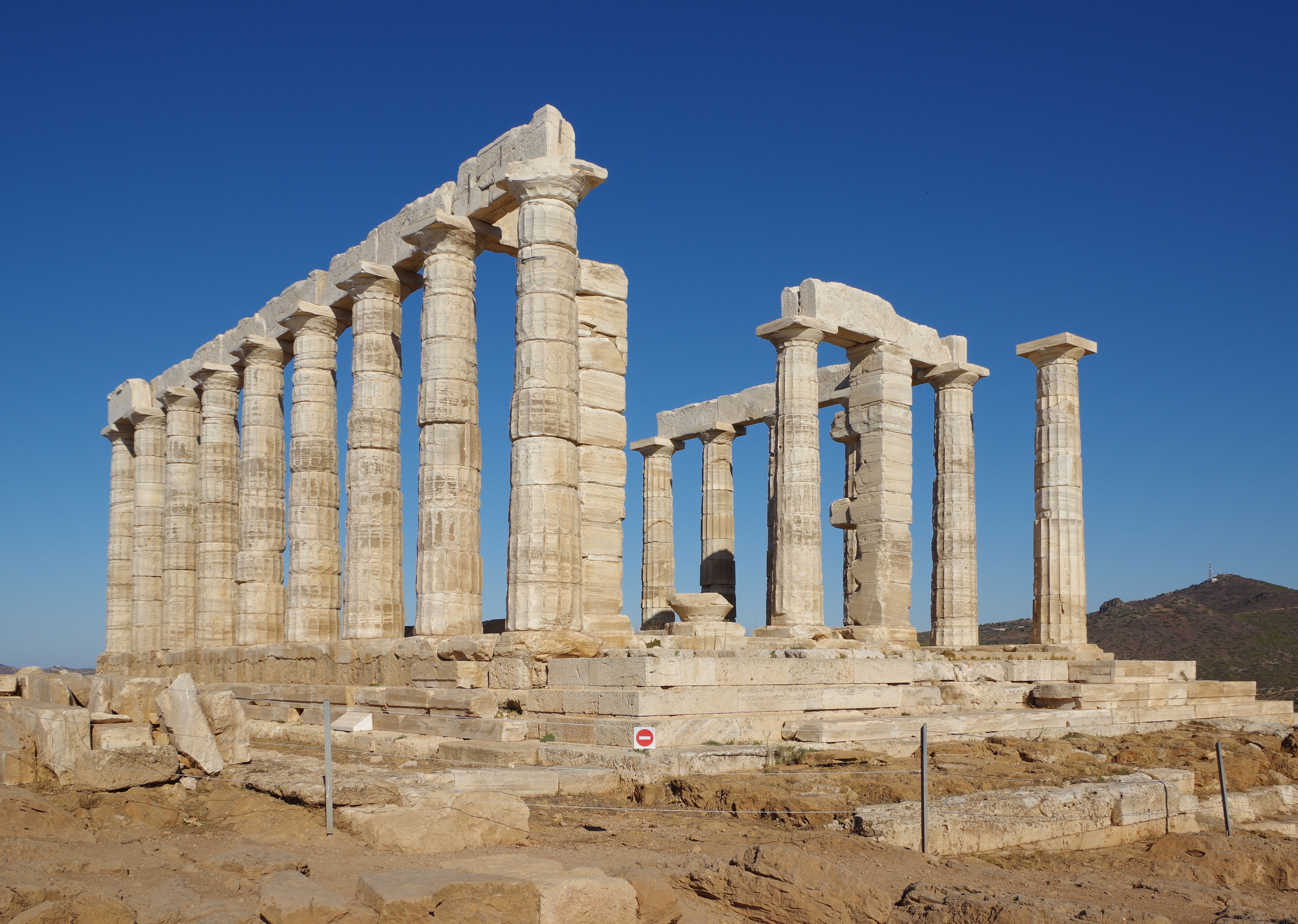
Đền Poseidon (kHỏang 440 TCN) tại mũi Sounion, điểm cực nam Athens

Trong thời cổ đại, những người Athens tự hào là cư dân bản địa, nghĩa là vốn cư trú tại khu vực, và không chuyển đến Attica từ những nơi khác. Các văn bản từ thời kỳ này còn lại chỉ ra rằng vào thời kỳ Hy Lạp tăm tối, Attica đã trở thành nơi trú ẩn của những người Ionia, một bộ tộc đến từ Peloponnese. Người ta giả sử là, người Ionia đã bị buộc phải rời khỏi quê hương tại Achaeans do các cuộc xâm lăng của người Doria. Người ta cũng giả sử, những người Ionia đã hỗn chủng với người Attica cổ đại, những người sau đó đã tự coi mình là một bộ phận của bộ lạc Ionia, và nói phương ngữ Ionia. Nhiều người Ionia sau đó rời khỏi Attica để đến xâm chiếm vùng bờ biển Aegea Tiểu Á, lập nên 12 thành phố của Ionia.
Vào thời kỳ Mycenae, những người Attica sinh sống trong một xã hội nông nghiệp tự trị. Các địa điểm chính tìm thấy các di chỉ từ thời tiền sử là Marathon, Rafina, Nea Makri, Brauron, Thorikos, Agios Kosmas, Eleusis, Menidi, Markopoulo, Sparta, Aphidnae và Athens. Tất cả các khu định cư phát triển chủ yếu vào thời kỳ Mycenaea. Theo truyền thống, Attica bao gồm 12 cộng đồng nhỏ dưới quyền cai trị của một vị vua Ionia huyền tHọai của Attica, Cecrops, và sau đó hợp nhất thành một nhà nước Athenia dưới thời trị vì của vị vua huyền tHọai của Athens là Theseus. Các sử gia hiện đại coi cho rằng có khả năng các cộng đồng đã dần dần hợp nhất thành một nhà nước Athens duy nhất có thể là vào thế kỷ 8 hay 7TCN.
Cho đến thế kỷ 6 TCN, các gia đình quý tộc đã sinh sống độc lập tại ngoại ô. Chỉ sau thời kỳ chuyên chế của Peisistratus và các cải cách doreforms Cleisthenes thực hiện thì các cộng đồng địa phương mới mất đi tính độc lập và kháng cự của họ với chính quyền trung ương tại Athens. Do kết quả của cải cách, Attica bị phân thành xấp xỉ một trăm khu tự quản, deme (dēmoi, δῆμοι), và ba bộ phận lớn: thành phố (ἄστυ), bao gồm khu vực trung tâm của Athens, Ymittos, Aegaleo và chân núi Parnes, bờ biển (παράλια), bao gồm các khu vực từ Eleusis đến mũi Sounion và khu vực quanh thành phố (ἐσωτερικό-μεσογαία), nơi sinh sống của những người ở phía bắc núi Parnitha, Pentelicum và khu vực phía đông của núi Hymettus, nguyên tắc phân chia là mỗi đơn vị sẽ ngang nhau về số thị dân, thủy thủ, nông dân tương ứng. Một "trittýs" ("thứ ba") của mỗi bộ phận đã đề cập ở trên sẽ tạo thàh một bộ lạc. Do đó, Attica bao gồm 10 bộ lạc.

### Thời kỳ Trung cổ

Cờ Athens

Sau thời kỳ cổ dại, Athens lần lượt nằm dưới quyền kiểm soát của La Mã cổ đại, Đông La Mã, Cộng hòa Venezia và đế quốc Ottoman. Thời kỳ đế chế Đông La Mã, Athens bị người Goth xâm lược dưới sự chỉ huy của Alaric vào năm 396 SCN. Dân số Attica suy giảm so với vùng Boeotia lân cận.
Các mốc Lịch sử quan trọng là thế kỷ 11 và 12, khi Attica nằm dưới quyền kiểm soát của người Frank. Tu viện lớn nhất Dafni được xây dựng trong thời gian trị vì của Justinianus I là một trường hợp riêng biệt không phản ánh sự phán triển rộng rãi của Attica vào thời kỳ Đông La Mã. Trên một phương diện khác, các công trình được xây dựng vài thế kỷ 11 và 12 đã cho thấy một sự hưng thịnh to lớn, được tiếp tục dưới thời cai trị của người Frank, những người đã không á đặt một quy tắc nghiêm ngặt.
Dưới thời trị vì của đế chế Ottoman, Athens được hưởng một số quyền. Tuy nhiên, điều này không áp dụng cho các ngôi làng của Attica. Các khu vực rộng lớn do người Thổ sở hữu, họ đã khủng bố nhân dân với sự giúp sức của spachides (σπαχήδες, kị binh). Các tu viện tại Attica đã đóng một vai trò quan trọng giúp bảo tồn các yếu tố Hy Lạp trong các ngôi làng.
Mặc dù bị chinh phục, Attica vẫn duy trì đặc điểm truyền thống. Thực tế này được chứng minh bằng việc gìn giữa được các địa danh cổ như Oropos, Dionysus, Eleusis và Marathon.
Vào thời kỳ Chiến tranh giành độc lập Hy Lạp, những người nông dân Attica là những người đầu tiên khởi nghĩa và họ đã chiếm được Athens thu lại Acropolis.

### Attica sau năm 1829
Attica từ năm 1829, thuộc về nhà nước Hy Lạp độc lập. Từ 1834, Athens trở thành thủ đô mới của Hy Lạp (chuyển từ Nafplio tại Argolis), và người dân từ khắp Hy Lạp dần tái định cư tại Attica. Sự gia tăng dân số đáng kể nhất là những người tị nạn Hy Lạp đến từ Tiểu Á au khi Hy Lạp và Thổ Nhĩ Kỳ trao đổi dân cư theo Hiệp ước Lausanne. Ngày nay, nhiều phần Attica là các khu vực đô thị của Athens. Vùng hiện đại Attica của Hy Lạp bao gồm Attica cổ cũng như quần đảo Saronic, một phần nhỏ của Peloponnese quanh Troezen, và đảo Cythera của quần đảo Ionia.